# Szałstry (jezioro)
Szałstry – jezioro w woj. warmińsko-mazurskim, w powiecie olsztyńskim, w gminie Jonkowo, leżące na terenie Pojezierza Olsztyńskiego. Nad jeziorem znajduje się miejscowość o tej samej nazwie. Jezioro Szałstry jest zbiornikiem bezodpływowym.

## Dane morfometryczne
Powierzchnia zwierciadła wody według różnych źródeł wynosi od 11,4 ha do 12,5 ha.